# District de Bellac
Le district de Bellac est une ancienne division territoriale française du département de la Haute-Vienne de 1790 à 1795.
Il était composé des cantons de Bellac, Bessines, Cieux, Compreignac, Lauriere, Mortemart, Rancon et Saint Barbant.